# سد خاصة
سد خاصة أحد سدود محافظة كركوك أفتتح في 2011 في عهد عبد الرحمن مصطفى فتاح محافظ كركوك مع سد بلكانة وسد شيرين، يقع سد خاصة شمال كركوك في منطقة كوجك يبعد حوالي 10 كم من مركز كركوك، وكان العمل فيه بدأ في 2003 ويستفيد منه المزارعين والماشية ويستخدم للسياحة، تصل سعته إلى مليون متر مكعب.

## أبعاده
- الارتفاع: 62 متر
- الطول: 2250 متر
- سعة الخزن: 101 مليون متر مكعب.